# Círio Vandresen
Círio Vandresen (Rio Fortuna, 6 de julho de 1961) é um filósofo e político brasileiro.
Filho de Walter Vandresen e de Verônica Tenfen Vandresen.
Nas eleições de 2006 foi candidato a deputado estadual para a Assembleia Legislativa de Santa Catarina pelo Partido dos Trabalhadores (PT), obtendo 14.077 votos, ficando na posição de oitavo suplente. Foi convocado e tomou posse na 16ª Legislatura (2007-2011), durante o afastamento do deputado Dirceu Dresch, exercendo o cargo de setembro a novembro de 2009.